# Stany Zjednoczone na Zimowych Igrzyskach Olimpijskich 2010

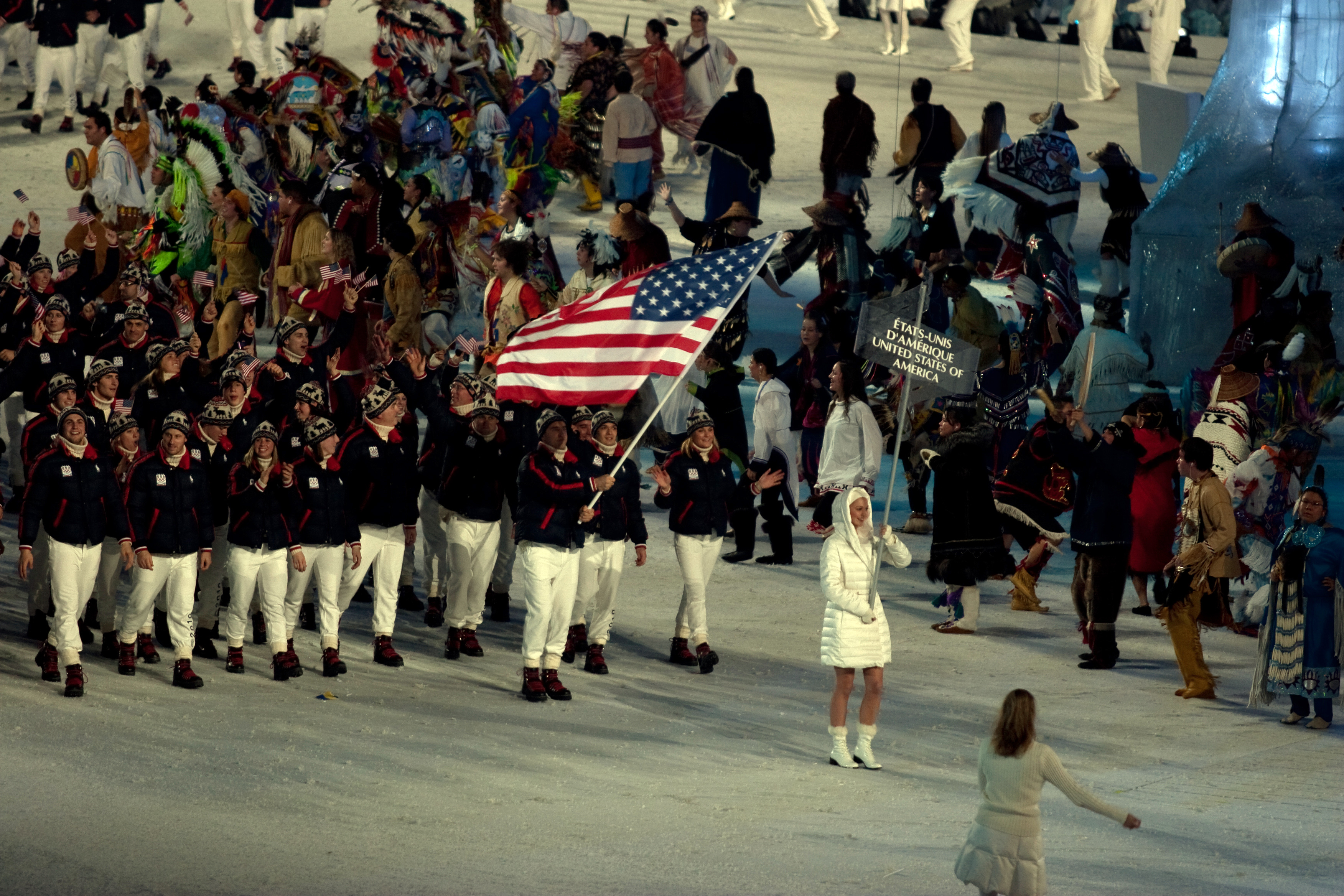
Reprezentacja USA podczas uroczystości otwarcia igrzysk

Stany Zjednoczone na Zimowych Igrzyskach Olimpijskich 2010 reprezentowało dwustu szesnastu zawodników, w tym 123 mężczyzn i 93 kobiety. Sportowcy USA zdobyli łącznie 37 medali (9 złotych, 15 srebrnych i 13 brązowych). Był to drugi najlepszy występ Amerykanów na zimowych igrzyskach olimpijskich, lepiej spisali się tylko w Salt Lake City w 2002 roku. USA miało swoich przedstawicieli we wszystkich 15 sportach, natomiast zdobywało medale w 9 dyscyplinach. Chorążym na ceremonii otwarcia był saneczkarz Mark Grimmette, dla którego były to piąte igrzyska. Piąty raz na igrzyskach startowali także kombinator norweski Todd Lodwick i narciarz dowolny Casey Puckett, który na IO w 1992, 1994, 1998 i 2002 startował w narciarstwie alpejskim. Dla 12 zawodników, w tym saneczkarza Bengta Waldena, który wcześniej trzykrotnie startował w reprezentacji Szwecji, były to czwarte igrzyska. Trzeci raz na igrzyska pojechało 22 zawodników, a drugi – 50. Na igrzyskach debiutowało 129 zawodników.
Reprezentacja Stanów Zjednoczonych na igrzyskach w Vancouver zdobyła najwięcej medali łącznie we wszystkich ekip – 37 (9 złotych, 15 srebrnych i 13 brązowych). Był to wtedy najlepszy wynik w historii zimowych igrzysk olimpijskich. Niemniej w klasyfikacji medalowej znalazła się na 3. pozycji, za Kanadą (26 medali w tym 14 złotych) i Niemcami (30 medali w tym 10 złotych).
W reprezentacji znalazło się 31 medalistów z poprzednich igrzysk. Jeden zawodnik, Apolo Anton Ohno, zdobył 5 medali. Troje zawodników zdobyło 3 medale, siedmioro – po dwa, a 20 – po jednym medalu. Sześcioro zawodników ma powiązania z armią. Ośmioro reprezentantów urodziło się poza granicami USA. 5 w Kanadzie i po jednym w Korei, Szwecji i Wenezueli. W reprezentacji znalazło się 17 ojców i 6 matek. Na igrzyska pojechała jedna para bliźniaczek – Jocelyne i Monique Lamoureux, startujące w hokeju. W Kanadzie startowali sportowcy z 35 stanów. Najwięcej zawodników reprezentowało Minnesotę (21) i Nowy Jork (19).
Najwyższym zawodnikiem w kadrze był, mierzący 196 centymetrów, bobsleista Chuck Berkeley. Najniższych pięciu zawodników mierzyło 153 centymetry. Najmłodszą reprezentantką była, urodzona 14 września 1993, narciarka dowolna Ashley Caldwell. Najmłodszym reprezentantem był, urodzony 25 lutego 1992, skoczek narciarski Peter Frenette. Najstarszą zawodniczką była, urodzona 20 lutego 1969, curlerka Tracy Sachtjen. Najstarszym zawodnikiem był, urodzony 23 czerwca 1969, curler John Benton. Średnia wieku reprezentantów USA wynosiła niespełna 26 lat. 15 zawodników miało od 16 do 19 lat. 161 sportowców miało od 20 do 29 lat. 38 sportowców było w wieku powyżej 30 lat.
Amerykańscy narciarze alpejscy, po nieudanym występie na igrzyskach w Turynie, gdzie zdobyli tylko dwa medale (oba złote), zaliczyli najlepszy występ olimpijski w historii, zdobywając 8 medali (2 złote, 3 srebrne i 3 brązowe). Lindsey Vonn została pierwszą reprezentantką Stanów Zjednoczonych, która zdobyła złoty medal w zjeździe. Bode Miller, po zdobyciu mistrzostwa olimpijskiego w superkombinacji i dwóch innych medali, został najbardziej utytułowanym amerykańskim alpejczykiem. Sukces drużyny dopełniły medale Julii Mancuso (dwa srebrne) i Andrew Weibrechta (brązowy).
Amerykańscy kombinatorzy norwescy zdobyli medale pierwszy raz w historii zimowych igrzysk olimpijskich. Bill Demong został mistrzem olimpijskim na dużej skoczni, a Johnny Spillane zdobył srebrne medale na obu obiektach. Demong, Spillane, Todd Lodwick i Brett Camerota zajęli także drugie miejsce w konkursie drużynowym.
Sześć medali zdobyli łyżwiarze szybcy, startujący w short tracku. Apolo Anton Ohno zdobył srebro na 1500 m i brąz na 1000 metrów. Znalazł się także w drużynie, która zdobyła brąz w sztafecie na 5000 metrów. Katherine Reutter została pierwszą Amerykanką od 1994, która zdobyła indywidualny medal w short tracku (srebro). Startowała także w sztafecie, która zdobyła brązowy medal – pierwszy od 1994. Łyżwiarze startujący na długim torze zdobyli cztery medale. Shani Davis obronił tytuł mistrza olimpijskiego z Turynu na dystansie 1000 m. W biegu na 1500 metrów, tak jak 4 lata temu, wywalczył srebro. Amerykanie zajęli drugie miejsce także w biegu drużynowym. Chad Hedrick zdobył brąz w biegu na 1000 metrów.
Łyżwiarz figurowy Evan Lysacek został pierwszym, od czasu zwycięstwa Briana Boitano w 1988 w Calgary, amerykańskim mistrzem olimpijskim w konkurencji solistów. Meryl Davis i Charlie White zdobyli dopiero drugi srebrny, a trzeci w ogóle medal dla Stanów Zjednoczonych w konkurencji par tanecznych.
Amerykańska drużyna snowboardowa zdobyła 5 medali (2 złote, srebrny i 2 brązowe). Shaun White obronił tytuł mistrza olimpijskiego w half-pipe’ie wywalczony 4 lata temu w Turynie. Tego samego w snowrossie dokonał Seth Wescott. Hannah Teter i Kelly Clark zdobyły odpowiednio srebrny i brązowy medal w half-pipe’ie.
Bobslejowa czwórka USA I, nazywana „Nocnym pociągiem”, pilotowana przez Stevena Holcomba zdobyła, pierwsze od igrzysk w St. Moritz w 1948, mistrzostwo olimpijskie. Z Holcombem jechali także Justin Olsen, Steve Mesler i Curtis Tomasevicz.
W Vancouver trzy medale zdobyli: Bode Miller (złoto, srebro i brąz), Johnny Spillane (trzy srebra) i Apolo Anton Ohno (srebro i dwa brązy). Po dwa medale zdobyli: Shani Davis, Bill Demong (złoto i srebro), Lindsey Vonn (złoto i brąz), Julia Mancuso (dwa srebra), Katherine Reutter i Chad Hedrick (srebro i brąz).
Apolo Anton Ohno dzięki trzem medalom zdobytym w Vancouver pobił rekord Bonnie Blair w liczbie medali olimpijskich. Panczenistka posiada ich sześć (5 złotych i brązowy), a panczenista – osiem (2 złote, 2 srebrne i 4 brązowe).

## Medale
| Medal  | Zawodnik                                                   | Sport                 | Wydarzenie                                | Data |
| ------ | ---------------------------------------------------------- | --------------------- | ----------------------------------------- | ---- |
| złoto  | Hannah Kearney                                             | Narciarstwo dowolne   | Jazda po muldach kobiet                   | 13   |
| złoto  | Seth Wescott                                               | Snowboard             | Snowboard cross mężczyzn                  | 15   |
| złoto  | Shaun White                                                | Snowboard             | Halfpipe mężczyzn                         | 17   |
| złoto  | Lindsey Vonn                                               | Narciarstwo alpejskie | Zjazd kobiet                              | 17   |
| złoto  | Shani Davis                                                | Łyżwiarstwo szybkie   | Bieg na 1000 m mężczyzn                   | 17   |
| złoto  | Evan Lysacek                                               | Łyżwiarstwo figurowe  | Soliści                                   | 18   |
| złoto  | Bode Miller                                                | Narciarstwo alpejskie | Superkombinacja mężczyzn                  | 21   |
| złoto  | Bill Demong                                                | Kombinacja norweska   | Skoki na dużej skoczni / Bieg na 10 km    | 25   |
| złoto  | Steven Holcomb Steve Mesler Curtis Tomasevicz Justin Olsen | Bobsleje              | Czwórki mężczyzn                          | 27   |
| srebro | Apolo Anton Ohno                                           | Short track           | Bieg na 1500 m mężczyzn                   | 13   |
| srebro | Johnny Spillane                                            | Kombinacja norweska   | Skoki na średniej skoczni / Bieg na 10 km | 14   |
| srebro | Julia Mancuso                                              | Narciarstwo alpejskie | Zjazd kobiet                              | 17   |
| srebro | Julia Mancuso                                              | Narciarstwo alpejskie | Superkombinacja kobiet                    | 18   |
| srebro | Hannah Teter                                               | Snowboard             | Halfpipe kobiet                           | 18   |
| srebro | Bode Miller                                                | Narciarstwo alpejskie | Supergigant mężczyzn                      | 19   |
| srebro | Shani Davis                                                | Łyżwiarstwo szybkie   | Bieg na 1500 m mężczyzn                   | 20   |
| srebro | Meryl Davis Charlie White                                  | Łyżwiarstwo figurowe  | Pary taneczne                             | 22   |
| srebro | Brett Camerota Todd Lodwick Johnny Spillane Bill Demong    | Kombinacja norweska   | Konkurs drużynowy                         | 23   |
| srebro | Johnny Spillane                                            | Kombinacja norweska   | Skoki na dużej skoczni / Bieg na 10 km    | 25   |
| srebro | USA                                                        | Hokej na lodzie       | Turniej kobiet                            | 25   |
| srebro | Jeret Peterson                                             | Narciarstwo dowolne   | Skoki akrobatyczne mężczyzn               | 25   |
| srebro | Katherine Reutter                                          | Short track           | Bieg na 1000 m kobiet                     | 26   |
| srebro | Brian Hansen Chad Hedrick Trevor Marsicano Jonathan Kuck   | Łyżwiarstwo szybkie   | Bieg drużynowy mężczyzn                   | 27   |
| srebro | USA                                                        | Hokej na lodzie       | Turniej mężczyzn                          | 28   |
| brąz   | Shannon Bahrke                                             | Narciarstwo dowolne   | Jazda po muldach kobiet                   | 13   |
| brąz   | J.R. Celski                                                | Short track           | Bieg na 1500 m mężczyzn                   | 13   |
| brąz   | Bryon Wilson                                               | Narciarstwo dowolne   | Jazda po muldach mężczyzn                 | 14   |
| brąz   | Bode Miller                                                | Narciarstwo alpejskie | Zjazd mężczyzn                            | 15   |
| brąz   | Scotty Lago                                                | Snowboard             | Halfpipe mężczyzn                         | 17   |
| brąz   | Chad Hedrick                                               | Łyżwiarstwo szybkie   | Bieg na 1000 m mężczyzn                   | 17   |
| brąz   | Kelly Clark                                                | Snowboard             | Halfpipe kobiet                           | 18   |
| brąz   | Andrew Weibrecht                                           | Narciarstwo alpejskie | Supergigant mężczyzn                      | 19   |
| brąz   | Lindsey Vonn                                               | Narciarstwo alpejskie | Supergigant kobiet                        | 20   |
| brąz   | Apolo Anton Ohno                                           | Short track           | Bieg na 1000 m mężczyzn                   | 20   |
| brąz   | USA                                                        | Short track           | Bieg sztafetowy na 3000 m kobiet          | 24   |
| brąz   | Erin Pac Elana Meyers                                      | Bobsleje              | Dwójki kobiet                             | 24   |
| brąz   | USA                                                        | Short track           | Bieg sztafetowy na 5000 m mężczyzn        | 26   |

| Medale według sportów | Medale według sportów | Medale według sportów | Medale według sportów | Medale według sportów |
| --------------------- | --------------------- | --------------------- | --------------------- | --------------------- |
| Sport                 | złoto                 | srebro                | brąz                  | W sumie               |
| Narciarstwo alpejskie | 2                     | 3                     | 3                     | 8                     |
| Snowboard             | 2                     | 1                     | 2                     | 5                     |
| Kombinacja norweska   | 1                     | 3                     | 0                     | 4                     |
| Łyżwiarstwo szybkie   | 1                     | 2                     | 1                     | 4                     |
| Narciarstwo dowolne   | 1                     | 1                     | 2                     | 4                     |
| Łyżwiarstwo figurowe  | 1                     | 1                     | 0                     | 2                     |
| Bobsleje              | 1                     | 0                     | 1                     | 2                     |
| Short track           | 0                     | 2                     | 4                     | 6                     |
| Hokej na lodzie       | 0                     | 2                     | 0                     | 2                     |
| W sumie               | 9                     | 15                    | 13                    | 37                    |

### Indywidualna klasyfikacja medalowa
| Lp. | Zawodnik                              | złoto | srebro | brąz |   |
| --- | ------------------------------------- | ----- | ------ | ---- | - |
| 1   | Bode Miller (narciarstwo alpejskie)   | 1     | 1      | 1    | 3 |
| 2   | Shani Davis (łyżwiarstwo szybkie)     | 1     | 1      | 0    | 2 |
| 2   | Bill Demong (kombinacja norweska)     | 1     | 1      | 0    | 2 |
| 4   | Lindsey Vonn (narciarstwo alpejskie)  | 1     | 0      | 1    | 2 |
| 5   | Johnny Spillane (kombinacja norweska) | 0     | 3      | 0    | 3 |
| 6   | Julia Mancuso (narciarstwo alpejskie) | 0     | 2      | 0    | 2 |
| 7   | Apolo Anton Ohno (short track)        | 0     | 1      | 2    | 3 |
| 8   | Chad Hedrick (łyżwiarstwo szybkie)    | 0     | 1      | 1    | 2 |
| 8   | Katherine Reutter (short track)       | 0     | 1      | 1    | 2 |

## Konkurencje

### Objaśnienia
Q – Awans

QA – Awans do dużego finału

QB – Awans do małego finału

DSQ – Dyskwalifikacja

DNF – Zawodnik/Zawodniczka nie ukończył(a) zawodów

DNS – Zawodnik/Zawodniczka nie wystartował(a)

WD – Zawodnik/Zawodniczka wycofany/wycofana z wyścigu

ADV – Zawodnik/Zawodniczka awansował(a)

RNS – Zawodnik/Zawodniczka nieoceniony/nieoceniona

### Biathlon

#### Mężczyźni
- Lowell Bailey
- Tim Burke
- Jay Hakkinen
- Wynn Roberts
- Jeremy Teela

| Wydarzenie        | Atleta                                            | Czas      | Miejsce |
| ----------------- | ------------------------------------------------- | --------- | ------- |
| Sprint            | Lowell Bailey                                     | 26:26.6   | 36.     |
| Sprint            | Tim Burke                                         | 26:54.8   | 47.     |
| Sprint            | Jay Hakkinen                                      | 27:17.4   | 54.     |
| Sprint            | Jeremy Teela                                      | 25:21.7   | 9.      |
| Bieg pościgowy    | Lowell Bailey                                     | +2:55.6   | 36.     |
| Bieg pościgowy    | Tim Burke                                         | +3:48.4   | 46.     |
| Bieg pościgowy    | Jay Hakkinen                                      | +6:54.8   | 57.     |
| Bieg pościgowy    | Jeremy Teela                                      | +2:07.0   | 24.     |
| Bieg indywidualny | Lowell Bailey                                     | 54:23.1   | 57.     |
| Bieg indywidualny | Tim Burke                                         | 53:22.6   | 45.     |
| Bieg indywidualny | Jay Hakkinen                                      | 57:01.8   | 76.     |
| Bieg indywidualny | Wynn Roberts                                      | 58:49.2   | 86.     |
| Bieg masowy       | Tim Burke                                         | +1:09.0   | 18.     |
| Bieg masowy       | Jeremy Teela                                      | +3:00.4   | 29.     |
| Sztafeta          | Lowell Bailey Jay Hakkinen Tim Burke Jeremy Teela | 1:27:58.3 | 13.     |

#### Kobiety
- Lanny Barnes
- Haley Johnson
- Laura Spector
- Sara Studebaker

| Wydarzenie        | Atletka                                                  | Czas      | Miejsce |
| ----------------- | -------------------------------------------------------- | --------- | ------- |
| Sprint            | Lanny Barnes                                             | 23:26.0   | 78.     |
| Sprint            | Haley Johnson                                            | 23:35.4   | 80.     |
| Sprint            | Laura Spector                                            | 23:18.1   | 77.     |
| Sprint            | Sara Studebaker                                          | 22:05.3   | 45.     |
| Bieg pościgowy    | Sara Studebaker                                          | +4:44.1   | 46.     |
| Bieg indywidualny | Lanny Barnes                                             | 43:31.8   | 23.     |
| Bieg indywidualny | Haley Johnson                                            | 47:19.4   | 66.     |
| Bieg indywidualny | Laura Spector                                            | 47:19.3   | 65.     |
| Bieg indywidualny | Sara Studebaker                                          | 44:27.3   | 34.     |
| Bieg masowy       | [ 17 ]                                                   | [ 17 ]    | [ 17 ]  |
| Sztafeta          | Sara Studebaker Lanny Barnes Haley Johnson Laura Spector | 1:15:47.5 | 17.     |

### Biegi narciarskie

#### Mężczyźni
- Kris Freeman
- Simi Hamilton
- Torin Koos
- Garrott Kuzzy
- Andrew Newell
- James Southam

| Wydarzenie                        | Atleta                                               | Kwalifikacje | Kwalifikacje | Ćwierćfinały | Ćwierćfinały | Półfinały | Półfinały | Finały    | Finały  |
| Wydarzenie                        | Atleta                                               | Czas         | Miejsce      | Czas         | Miejsce      | Czas      | Miejsce   | Czas      | Miejsce |
| --------------------------------- | ---------------------------------------------------- | ------------ | ------------ | ------------ | ------------ | --------- | --------- | --------- | ------- |
| Bieg indywidualny stylem dowolnym | Kris Freeman                                         |              |              |              |              |           |           | 36:41.6   | 59.     |
| Bieg indywidualny stylem dowolnym | Simi Hamilton                                        |              |              |              |              |           |           | 37:30.5   | 64.     |
| Bieg indywidualny stylem dowolnym | Garrott Kuzzy                                        |              |              |              |              |           |           | 36:41.5   | 58.     |
| Bieg indywidualny stylem dowolnym | James Southam                                        |              |              |              |              |           |           | 35:58.2   | 48.     |
| Bieg łączony                      | Kris Freeman                                         |              |              |              |              |           |           | 1:23:02.6 | 45.     |
| Bieg łączony                      | James Southam                                        |              |              |              |              |           |           | 1:20:46.2 | 34.     |
| Bieg masowy stylem klasycznym     | Kris Freeman                                         |              |              |              |              |           |           | DNF       | [ 22 ]  |
| Bieg masowy stylem klasycznym     | James Southam                                        |              |              |              |              |           |           | 2:10:08,3 | 28.     |
| Sprint                            | Simi Hamilton                                        | 3:41.53      | 29.          | 3:43.4       | 6.           | 29.       | 29.       | 29.       | 29.     |
| Sprint                            | Torin Koos                                           | 3:42.72      | 36.          | 36.          | 36.          | 36.       | 36.       | 36.       | 36.     |
| Sprint                            | Garrott Kuzzy                                        | 3:47.46      | 47.          | 47.          | 47.          | 47.       | 47.       | 47.       | 47.     |
| Sprint                            | Andrew Newell                                        | 3:46.77      | 45.          | 45.          | 45.          | 45.       | 45.       | 45.       | 45.     |
| Sprint drużynowy stylem dowolnym  | Torin Koos Andrew Newell                             |              |              |              |              | 18:43.7   | 2.        | 19:21.6   | 9.      |
| Sztafeta                          | Andrew Newell Torin Koos Garrott Kuzzy Simi Hamilton |              |              |              |              |           |           | 1:51:27.7 | 13.     |

#### Kobiety
- Morgan Arritola
- Holly Brooks
- Caitlin Compton
- Kikkan Randall
- Liz Stephen

| Wydarzenie                        | Atletka                                                     | Kwalifikacje | Kwalifikacje | Ćwierćfinały | Ćwierćfinały | Półfinały | Półfinały | Finały    | Finały  |
| Wydarzenie                        | Atletka                                                     | Czas         | Miejsce      | Czas         | Miejsce      | Czas      | Miejsce   | Czas      | Miejsce |
| --------------------------------- | ----------------------------------------------------------- | ------------ | ------------ | ------------ | ------------ | --------- | --------- | --------- | ------- |
| Bieg indywidualny stylem dowolnym | Morgan Arritola                                             |              |              |              |              |           |           | 27:04.4   | 34.     |
| Bieg indywidualny stylem dowolnym | Holly Brooks                                                |              |              |              |              |           |           | 27:17.6   | 41.     |
| Bieg indywidualny stylem dowolnym | Caitlin Compton                                             |              |              |              |              |           |           | 26:49.1   | 30.     |
| Bieg indywidualny stylem dowolnym | Liz Stephen                                                 |              |              |              |              |           |           | 27:41.1   | 49.     |
| Bieg łączony                      | Morgan Arritola                                             |              |              |              |              |           |           | 43:25.9   | 37.     |
| Bieg łączony                      | Holly Brooks                                                |              |              |              |              |           |           | 45:38.8   | 55.     |
| Bieg łączony                      | Caitlin Compton                                             |              |              |              |              |           |           | 44:23.3   | 42.     |
| Bieg łączony                      | Liz Stephen                                                 |              |              |              |              |           |           | 45:53.8   | 57.     |
| Bieg masowy stylem klasycznym     | Morgan Arritola                                             |              |              |              |              |           |           | DNF       | [ 37 ]  |
| Bieg masowy stylem klasycznym     | Holly Brooks                                                |              |              |              |              |           |           | 1:38:14,5 | 35.     |
| Bieg masowy stylem klasycznym     | Kikkan Randall                                              |              |              |              |              |           |           | 1:34:59,0 | 23.     |
| Sprint                            | Holly Brooks                                                | 3:52.51      | 38.          | 38.          | 38.          | 38.       | 38.       | 38.       | 38.     |
| Sprint                            | Kikkan Randall                                              | 3:44.97      | 10.          | 3:39.4       | 3. (LL)      | 3:45.9    | 4.        | 8.        | 8.      |
| Sprint drużynowy stylem dowolnym  | Caitlin Compton Kikkan Randall                              |              |              |              |              | 18:48.9   | 3.        | 18:51.6   | 6.      |
| Sztafeta                          | Kikkan Randall Holly Brooks Morgan Arritola Caitlin Compton |              |              |              |              |           |           | 58:57.5   | 11.     |

### Bobsleje

#### Mężczyźni
- Chuck Berkeley
- Nick Cunningham
- Chris Fogt
- Steven Holcomb
- Mike Kohn
- Steve Langton
- Steve Mesler
- Jamie Moriarty
- John Napier
- Justin Olsen
- Bill Schuffenhauer
- Curtis Tomasevicz

Ślizg dwójek mężczyzn
| Sanie   | Atleci                           | Zjazd 1. | Zjazd 2. | Zjazd 3. | Zjazd 4. | W sumie | Miejsce |
| ------- | -------------------------------- | -------- | -------- | -------- | -------- | ------- | ------- |
| USA I   | Steven Holcomb Curtis Tomasevicz | 51.89    | 52.04    | 51.98    | 52.03    | 3:27.94 | 6.      |
| USA II  | John Napier Steve Langton        | 52.28    | 52.45    | 52.31    | 52.36    | 3:29.40 | 10.     |
| USA III | Mike Kohn Nick Cunningham        | 52.47    | 52.71    | 52.25    | 52.35    | 3:29.78 | 12.     |

Ślizg czwórek mężczyzn
| Sanie   | Atleci                                                      | Zjazd 1. | Zjazd 2. | Zjazd 3. | Zjazd 4. | W sumie | Miejsce |
| ------- | ----------------------------------------------------------- | -------- | -------- | -------- | -------- | ------- | ------- |
| USA I   | Steven Holcomb Justin Olsen Steve Mesler Curtis Tomasevicz  | 50.89    | 50.86    | 51.19    | 51.52    | 3:24.46 | złoto   |
| USA II  | John Napier Chuck Berkeley Steve Langton Chris Fogt         | 51.30    | 52.41    | DNS      | DNS      | DNS     | DNS     |
| USA III | Mike Kohn Jamie Moriarty Bill Schuffenhauer Nick Cunningham | 51.69    | 51.42    | 52.10    | 52.11    | 3:27.32 | 13.     |

#### Kobiety
- Emily Azevedo
- Elana Meyers
- Erin Pac
- Shauna Rohbock
- Michelle Rzepka
- Bree Schaaf

Ślizg dwójek kobiet
| Sanie   | Atleci                         | Zjazd 1. | Zjazd 2. | Zjazd 3. | Zjazd 4. | W sumie | Miejsce |
| ------- | ------------------------------ | -------- | -------- | -------- | -------- | ------- | ------- |
| USA I   | Shauna Rohbock Michelle Rzepka | 53,73    | 53,36    | 53,53    | 53,44    | 3:34,06 | 6.      |
| USA II  | Erin Pac Elana Meyers          | 53,28    | 53,05    | 53,29    | 53,78    | 3:33,40 | brąz    |
| USA III | Bree Schaaf Emily Azevedo      | 53,76    | 53,33    | 53,56    | 53,40    | 3:34,05 | 5.      |

### Curling

#### Turniej mężczyzn
10. miejsce

| Imię i nazwisko | Pozycja     |
| --------------- | ----------- |
| John Shuster    | Skip        |
| Jason Smith     | Trzeci      |
| John Benton     | Otwierający |
| Jeff Isaacson   | Drugi       |
| Chris Plys      | Rezerwowy   |

| Tor | Kraj | Kraj              | 1 | 2 | 3 | 4 | 5 | 6 | 7 | 8 | 9 | 10 | Ogółem |
| C   |      | Stany Zjednoczone | 0 | 1 | 0 | 2 | 0 | 0 | 1 | 0 | 1 | x  | 5      |
| C   |      | Niemcy            | 1 | 0 | 2 | 0 | 1 | 1 | 0 | 2 | 0 | x  | 7      |

| Tor | Kraj | Kraj              | 1 | 2 | 3 | 4 | 5 | 6 | 7 | 8 | 9 | 10 | 11 | Ogółem |
| C   |      | Stany Zjednoczone | 0 | 0 | 0 | 1 | 0 | 0 | 2 | 0 | 2 | 0  | 0  | 5      |
| C   |      | Norwegia          | 0 | 1 | 0 | 0 | 1 | 0 | 0 | 2 | 0 | 1  | 1  | 6      |

| Tor | Kraj | Kraj              | 1 | 2 | 3 | 4 | 5 | 6 | 7 | 8 | 9 | 10 | 11 | Ogółem |
| B   |      | Stany Zjednoczone | 0 | 0 | 0 | 2 | 1 | 1 | 1 | 1 | 0 | 0  | 0  | 6      |
| B   |      | Szwajcaria        | 2 | 1 | 1 | 0 | 0 | 0 | 0 | 0 | 1 | 1  | 1  | 7      |

| Tor | Kraj | Kraj              | 1 | 2 | 3 | 4 | 5 | 6 | 7 | 8 | 9 | 10 | 11 | Ogółem |
| A   |      | Dania             | 0 | 2 | 0 | 1 | 0 | 0 | 1 | 1 | 0 | 1  | 1  | 7      |
| A   |      | Stany Zjednoczone |   | 1 | 0 | 2 | 0 | 0 | 2 | 0 | 0 | 1  | 0  | 6      |

| Tor | Kraj | Kraj              | 1 | 2 | 3 | 4 | 5 | 6 | 7 | 8 | 9 | 10 | Ogółem |
| C   |      | Francja           | 0 | 0 | 0 | 1 | 0 | 0 | 2 | 0 | 0 | 0  | 3      |
| C   |      | Stany Zjednoczone | 0 | 0 | 0 | 0 | 1 | 0 | 0 | 0 | 2 | 1  | 4      |

| Tor | Kraj | Kraj              | 1 | 2 | 3 | 4 | 5 | 6 | 7 | 8 | 9 | 10 | 11 | Ogółem |
| D   |      | Szwecja           | 0 | 0 | 1 | 0 | 2 | 0 | 3 | 0 | 0 | 1  | 0  | 7      |
| D   |      | Stany Zjednoczone | 1 | 1 | 0 | 2 | 0 | 1 | 0 | 0 | 2 | 0  | 1  | 8      |

| Tor | Kraj | Kraj              | 1 | 2 | 3 | 4 | 5 | 6 | 7 | 8 | 9 | 10 | Ogółem |
| A   |      | Stany Zjednoczone | 0 | 1 | 0 | 0 | 0 | 0 | 0 | 1 | 0 | 0  | 2      |
| A   |      | Wielka Brytania   | 0 | 0 | 0 | 0 | 2 | 1 | 0 | 0 | 0 | 1  | 4      |

| Tor | Kraj | Kraj              | 1 | 2 | 3 | 4 | 5 | 6 | 7 | 8 | 9 | 10 | Ogółem |
| B   |      | Kanada            | 0 | 1 | 0 | 2 | 0 | 1 | 1 | 0 | 2 | x  | 7      |
| B   |      | Stany Zjednoczone | 1 | 0 | 1 | 0 | 0 | 0 | 0 | 0 | 0 | x  | 2      |

| Tor | Kraj | Kraj              | 1 | 2 | 3 | 4 | 5 | 6 | 7 | 8 | 9 | 10 | Ogółem |
| C   |      | Chiny             | 3 | 0 | 1 | 1 | 0 | 0 | 3 | 0 | 3 | x  | 11     |
| C   |      | Stany Zjednoczone | 0 | 2 | 0 | 0 | 1 | 1 | 0 | 1 | 0 | x  | 5      |

##### Klasyfikacja końcowa

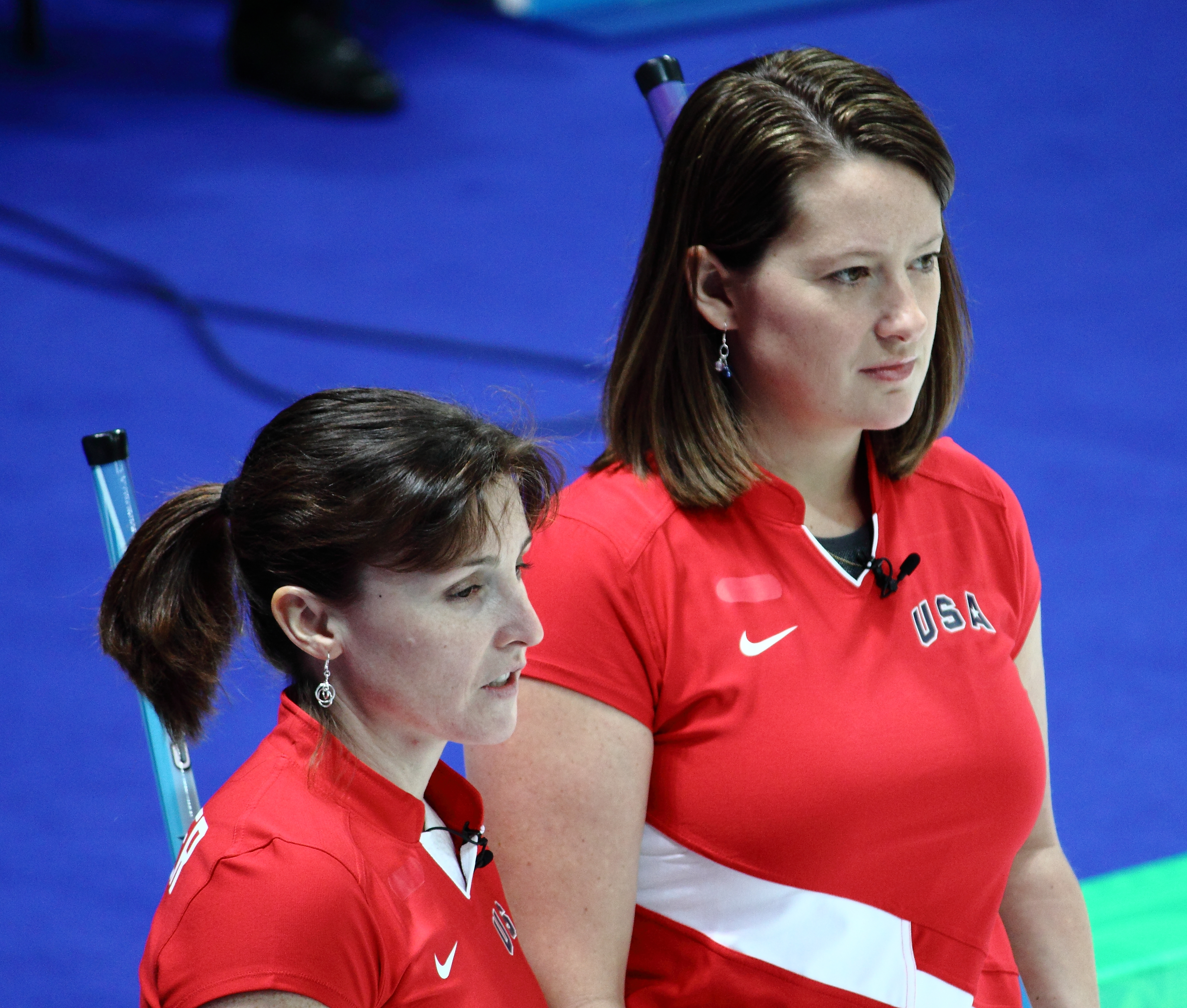
Allison Pottinger i Debbie McCormick

| #    | Kraj              | Mecze | Mecze | Endy                | Endy | Endy | Endy | Endy | Endy | Kamienie | Kamienie | Z    |
| #    | Kraj              | W     | P     | W                   | W    | P    | P    | R    | R    | W        | P        | Z    |
| #    | Kraj              | W     | P     |                     | S    |      | S    | D    | Pr   | W        | P        | Z    |
| ---- | ----------------- | ----- | ----- | ------------------- | ---- | ---- | ---- | ---- | ---- | -------- | -------- | ---- |
| 1    | Kanada            | 11    | 0     | 45                  | 9    | 33   | 6    | 9    | 9    | 87       | 42       | 778  |
| 2    | Norwegia          | 8     | 3     | 47                  | 10   | 41   | 3    | 6    | 12   | 74       | 54       | 852  |
| 3    | Szwajcaria        | 7     | 4     | 43                  | 10   | 41   | 10   | 15   | 9    | 63       | 55       | 863  |
| 4    | Szwecja           | 6     | 6     | 45                  | 10   | 50   | 15   | 8    | 16   | 64       | 69       | 967  |
| 5    | Wielka Brytania   | 5     | 5     | 40                  | 11   | 34   | 7    | 11   | 10   | 63       | 51       | 750  |
| 6    | Niemcy            | 4     | 5     | 35                  | 9    | 38   | 9    | 6    | 4    | 48       | 60       | 674  |
| 7    | Francja           | 3     | 6     | 27                  | 8    | 37   | 15   | 15   | 4    | 37       | 63       | 658  |
| 8    | Chiny             | 2     | 7     | 37                  | 9    | 37   | 6    | 4    | 4    | 52       | 60       | 659  |
| 9    | Dania             | 2     | 7     | 34                  | 9    | 34   | 9    | 3    | 12   | 45       | 63       | 674  |
| 10   | Stany Zjednoczone | 2     | 7     | 33                  | 10   | 41   | 15   | 10   | 7    | 43       | 59       | 732  |
| Suma | Suma              | 50    | 50    | 386                 | 386  | 386  | 386  | 87   | 87   | 576      | 576      | 7607 |
| Suma | Suma              | 50    | 50    | 473 (95 przejętych) |      |      |      |      |      | 576      | 576      | 7607 |

Z – zagrania

#### Turniej kobiet

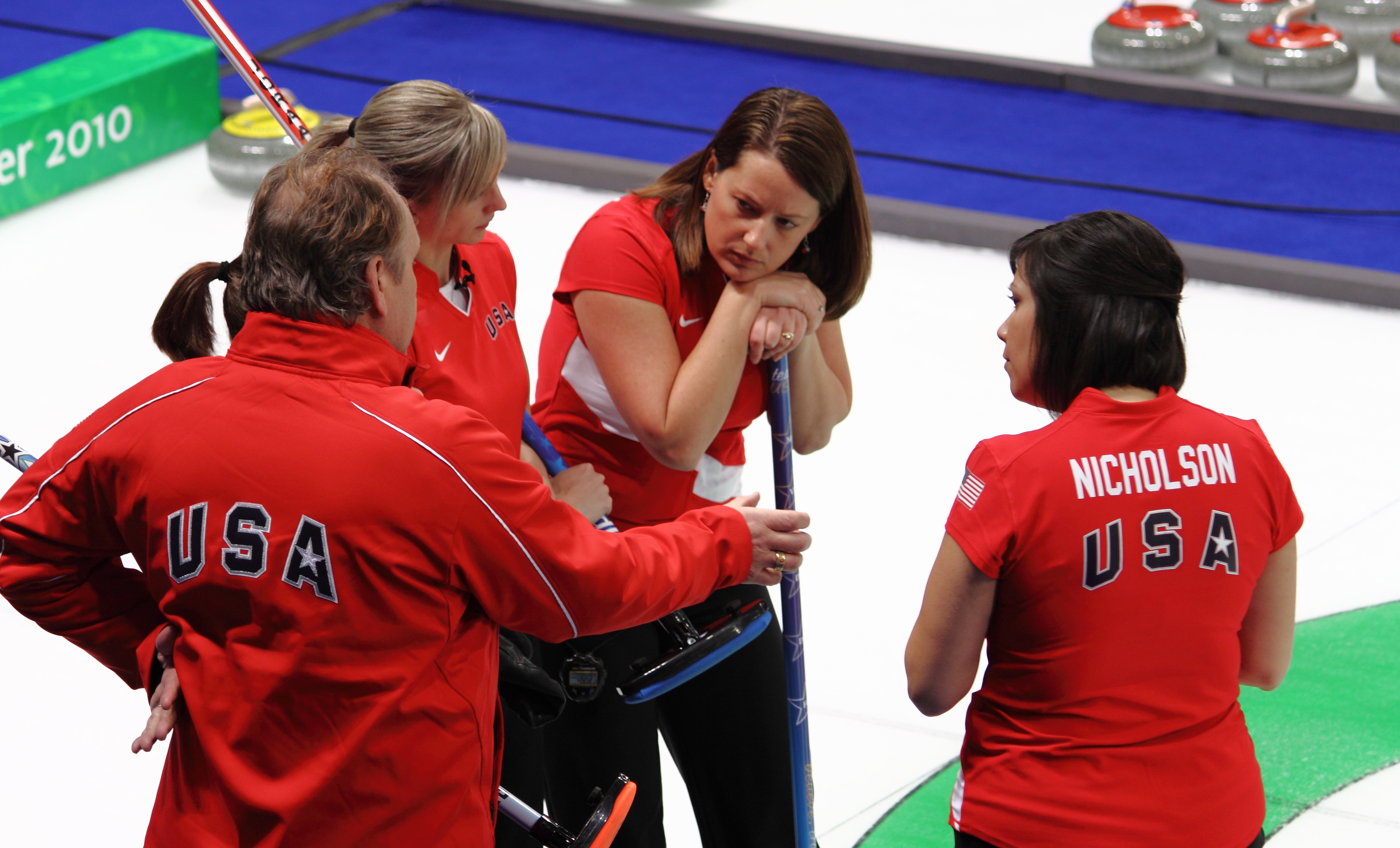
Kobieca reprezentacja w curlingu

10. miejsce

| Imię i nazwisko   | Pozycja     |
| ----------------- | ----------- |
| Debbie McCormick  | Skip        |
| Allison Pottinger | Trzecia     |
| Natalie Nicholson | Otwierająca |
| Nicole Joraanstad | Druga       |
| Tracy Sachtjen    | Rezerwowa   |

| Tor | Kraj | Kraj              | 1 | 2 | 3 | 4 | 5 | 6 | 7 | 8 | 9 | 10 | Ogółem |
| A   |      | Stany Zjednoczone | 1 | 2 | 0 | 1 | 0 | 2 | 0 | 1 | 0 | 0  | 7      |
| A   |      | Japonia           | 0 | 0 | 1 | 0 | 3 | 0 | 3 | 0 | 1 | 1  | 9      |

| Tor | Kraj | Kraj              | 1 | 2 | 3 | 4 | 5 | 6 | 7 | 8 | 9 | 10 | Ogółem |
| B   |      | Niemcy            | 1 | 0 | 0 | 0 | 3 | 0 | 0 | 2 | 0 | 0  | 6      |
| B   |      | Stany Zjednoczone | 0 | 0 | 0 | 1 | 0 | 1 | 1 | 0 | 1 | 1  | 5      |

| Tor | Kraj | Kraj              | 1 | 2 | 3 | 4 | 5 | 6 | 7 | 8 | 9 | 10 | Ogółem |
| D   |      | Dania             | 1 | 1 | 0 | 0 | 0 | 1 | 3 | 0 | 1 | 0  | 7      |
| D   |      | Stany Zjednoczone | 0 | 0 | 2 | 1 | 1 | 0 | 0 | 1 | 0 | 1  | 6      |

| Tor | Kraj | Kraj              | 1 | 2 | 3 | 4 | 5 | 6 | 7 | 8 | 9 | 10 | Ogółem |
| B   |      | Rosja             | 0 | 0 | 0 | 1 | 0 | 0 | 2 | 0 | 1 | 0  | 4      |
| B   |      | Stany Zjednoczone | 0 | 0 | 1 | 0 | 2 | 0 | 0 | 1 | 0 | 2  | 6      |

| Tor | Kraj | Kraj              | 1 | 2 | 3 | 4 | 5 | 6 | 7 | 8 | 9 | 10 | 11 | Ogółem |
| B   |      | Stany Zjednoczone | 0 | 0 | 0 | 1 | 1 | 1 | 0 | 0 | 1 | 1  | 1  | 6      |
| B   |      | Wielka Brytania   | 1 | 0 | 2 | 0 | 0 | 0 | 2 | 0 | 0 | 0  | 0  | 5      |

| Tor | Kraj | Kraj              | 1 | 2 | 3 | 4 | 5 | 6 | 7 | 8 | 9 | 10 | Ogółem |
| C   |      | Kanada            | 0 | 0 | 4 | 0 | 2 | 0 | 3 | x | x | x  | 9      |
| C   |      | Stany Zjednoczone | 0 | 1 | 0 | 0 | 0 | 1 | 0 | x | x | x  | 2      |

| Tor | Kraj | Kraj              | 1 | 2 | 3 | 4 | 5 | 6 | 7 | 8 | 9 | 10 | Ogółem |
| C   |      | Stany Zjednoczone | 0 | 0 | 1 | 0 | 1 | 0 | 1 | 0 | 0 | x  | 3      |
| C   |      | Szwecja           | 1 | 0 | 0 | 2 | 0 | 3 | 0 | 0 | 3 | x  | 9      |

| Tor | Kraj | Kraj              | 1 | 2 | 3 | 4 | 5 | 6 | 7 | 8 | 9 | 10 | Ogółem |
| C   |      | Stany Zjednoczone | 0 | 1 | 1 | 0 | 0 | 2 | 0 | 1 | 0 | 0  | 5      |
| C   |      | Chiny             | 1 | 0 | 0 | 2 | 1 | 0 | 1 | 0 | 0 | 1  | 6      |

| Tor | Kraj | Kraj              | 1 | 2 | 3 | 4 | 5 | 6 | 7 | 8 | 9 | 10 | Ogółem |
| A   |      | Szwajcaria        | 0 | 0 | 2 | 1 | 3 | 1 | 3 | x | x | x  | 10     |
| A   |      | Stany Zjednoczone | 1 | 2 | 0 | 0 | 0 | 0 | 0 | x | x | x  | 3      |

##### Klasyfikacja końcowa
| #    | Kraj              | Mecze | Mecze | Endy              | Endy | Endy | Endy | Endy | Endy | Kamienie | Kamienie | Z    |
| #    | Kraj              | W     | P     | W                 | W    | P    | P    | R    | R    | W        | P        | Z    |
| #    | Kraj              | W     | P     |                   | S    |      | S    | D    | Pr   | W        | P        | Z    |
| ---- | ----------------- | ----- | ----- | ----------------- | ---- | ---- | ---- | ---- | ---- | -------- | -------- | ---- |
| 1    | Szwecja           | 9     | 2     | 45                | 8    | 45   | 12   | 5    | 10   | 72       | 62       | 838  |
| 2    | Kanada            | 9     | 2     | 49                | 15   | 38   | 6    | 13   | 10   | 68       | 49       | 856  |
| 3    | Chiny             | 7     | 4     | 48                | 9    | 45   | 10   | 7    | 5    | 77       | 62       | 844  |
| 4    | Szwajcaria        | 6     | 5     | 48                | 13   | 45   | 7    | 3    | 5    | 78       | 66       | 814  |
| 5    | Dania             | 4     | 5     | 31                | 5    | 40   | 12   | 12   | 3    | 49       | 61       | 692  |
| 6    | Niemcy            | 3     | 6     | 35                | 4    | 40   | 7    | 5    | 10   | 52       | 56       | 730  |
| 7    | Wielka Brytania   | 3     | 6     | 36                | 10   | 41   | 15   | 6    | 5    | 54       | 59       | 705  |
| 8    | Japonia           | 3     | 6     | 36                | 5    | 37   | 5    | 4    | 9    | 64       | 70       | 701  |
| 9    | Rosja             | 3     | 6     | 36                | 13   | 33   | 9    | 7    | 7    | 53       | 60       | 680  |
| 10   | Stany Zjednoczone | 2     | 7     | 36                | 12   | 36   | 11   | 7    | 5    | 43       | 65       | 668  |
| Suma | Suma              | 49    | 49    | 400               | 400  | 400  | 400  | 69   | 69   | 610      | 610      | 7528 |
| Suma | Suma              | 49    | 49    | 469 (94 przejęte) |      |      |      |      |      | 610      | 610      | 7528 |

Z – zagrania

### Hokej na lodzie

#### Turniej mężczyzn[61]
Skład drużyny

##### Faza grupowa
| 16 lutego 2010 | Stany Zjednoczone | 3:1 | Szwajcaria | General Motors Place, Vancouver |

| Szczegóły      | Szczegóły                                                    | Szczegóły       | Szczegóły          | Szczegóły                                                                            |
| -------------- | ------------------------------------------------------------ | --------------- | ------------------ | ------------------------------------------------------------------------------------ |
| Godzina: 12:00 | B. Ryan 18:59 (EQ) D. Backes 25:52 (EQ) R. Malone 28:25 (PP) | (1:0, 2:0, 0:1) | 49:45 (PP) R. Wick | Widzów: 16706 Sędzia główny: Wjaczesław Bułanow Sędziowie liniowi: Daniel O’Halloran |

| 18 lutego 2010 | Stany Zjednoczone | 6:1 | Norwegia | General Motors Place, Vancouver |

| Szczegóły      | Szczegóły | Szczegóły       | Szczegóły            | Szczegóły                                                                   |
| -------------- | --- | --------------- | -------------------- | --------------------------------------------------------------------------- |
| Godzina: 12:00 | P.Kessel 02:39 (EQ) C. Drury 13:04 (EQ) P. Kane 25:52 (EQ) R. Malone 54:19 (EQ) B. Rafalski 57:00 (PP) B. Rafalski 59:23 (EQ) | (2:0, 1:1, 3:0) | 28:37 (SH) M. Holtet | Widzów: 16710 Sędzia główny: Marc Joannette Sędziowie liniowi: Guy Pellerin |

| 21 lutego 2010 | Kanada | 3:5 | Stany Zjednoczone | General Motors Place, Vancouver |

| Szczegóły      | Szczegóły                                                      | Szczegóły       | Szczegóły | Szczegóły                                                                      |
| -------------- | -------------------------------------------------------------- | --------------- | --- | ------------------------------------------------------------------------------ |
| Godzina: 16:45 | E. Staal 08:53 (EQ) D. Heatley 23:32 (EQ) S. Crosby 56:51 (PP) | (1:2, 1:1, 1:2) | 00:41 (EQ) B. Rafalski 09:15 (EQ) B. Rafalski 36:46 (EQ) C. Drury 47:09 (PP) J. Langenbrunner 59:15 (EN) R. Kesler | Widzów: 18561 Sędzia główny: Christopher Rooney Sędziowie liniowi: Brad Watson |

Tabela
Lp. = lokata, M = liczba rozegranych spotkań, W = Wygrane, WpD = Wygrane po dogrywce lub karnych, PpD = Porażki po dogrywce lub karnych, P = Porażki, G+ = Gole strzelone, G- = Gole stracone, Pkt = Liczba zdobytych punktów
| Lp. | Zespół            | M | Pkt | W | WpD | PpD | P | G + | G – | +/− |
| --- | ----------------- | - | --- | - | --- | --- | - | --- | --- | --- |
| 1   | Stany Zjednoczone | 3 | 9   | 3 | 0   | 0   | 0 | 14  | 5   | +9  |
| 2   | Kanada            | 3 | 5   | 1 | 1   | 0   | 1 | 14  | 7   | +7  |
| 3   | Szwajcaria        | 3 | 3   | 0 | 1   | 1   | 1 | 8   | 10  | -2  |
| 4   | Norwegia          | 3 | 1   | 0 | 0   | 1   | 2 | 5   | 19  | -14 |

##### Faza pucharowa
Ćwierćfinały
| 24 lutego 2010 | Stany Zjednoczone | 2:0 | Szwajcaria | General Motors Place, Vancouver |

| Szczegóły      | Szczegóły                                 | Szczegóły       | Szczegóły | Szczegóły                                                                 |
| -------------- | ----------------------------------------- | --------------- | --------- | ------------------------------------------------------------------------- |
| Godzina: 12:00 | Z. Parise 42:09 (PP) Z. Parise 59:48 (EN) | (0:0, 0:0, 2:0) |           | Widzów: 17536 Sędzia główny: Paul Devorski Sędziowie liniowi: Petr Orszag |

Półfinały
| 26 lutego 2010 | Stany Zjednoczone | 6:1 | Finlandia | General Motors Place, Vancouver |

| Szczegóły      | Szczegóły | Szczegóły       | Szczegóły               | Szczegóły                                                                           |
| -------------- | --- | --------------- | ----------------------- | ----------------------------------------------------------------------------------- |
| Godzina: 12:00 | R. Malone 02:04 (EQ) Z. Parise 06:22 (PP) E. Johnson 08:36 (PP) P. Kane 10:08 (EQ) P. Kane 12:31 (EQ) P. Stastny 12:46 (EQ) | (6:0, 0:0, 0:1) | 54:46 (PP) A. Miettinen | Widzów: 17602 Sędzia główny: Daniel O’Halloran Sędziowie liniowi: Marcus Vinnerborg |

Finał
| 28 lutego 2010 | Stany Zjednoczone | 2:3 pd. | Kanada | General Motors Place, Vancouver |

| Szczegóły      | Szczegóły                                 | Szczegóły            | Szczegóły                                                    | Szczegóły                                                                       |
| -------------- | ----------------------------------------- | -------------------- | ------------------------------------------------------------ | ------------------------------------------------------------------------------- |
| Godzina: 12:15 | R. Kesler 32:44 (EQ) Z. Parise 59:35 (EQ) | (0:1, 1:1, 1:0, 0:1) | 12:50 (EQ) J. Toews 27:13 (EQ) C. Perry 67:40 (EQ) S. Crosby | Widzów: 17748 Sędzia główny: Bill McCreary Sędziowie liniowi: Daniel O’Halloran |

#### Turniej kobiet[62]
Skład drużyny

##### Faza grupowa
| 14 lutego 2010 | Stany Zjednoczone | 12:1 | Chiny | UBC Winter Sports Centre, Vancouver |

| Szczegóły      | Szczegóły | Szczegóły       | Szczegóły               | Szczegóły                               |
| -------------- | --- | --------------- | ----------------------- | --------------------------------------- |
| Godzina: 12:00 | Angela Ruggiero 02:50 (EQ) Kelli Stack 09:56 (EQ) Jenny Potter 14:22 (EQ) Meghan Duggan 17:40 (PP) Jenny Potter 18:01 (EQ) Jenny Potter 21:18 (PP) Lisa Chesson 23:46 (EQ) Jocelyne Lamoureux 39:39 (EQ) Meghan Duggan 43:59 (EQ) Molly Engstrom 50:43 (EQ) Natalie Darwitz 54:43 (EQ) Julie Chu 59:21 (EQ) | (5:0, 3:0, 4;1) | 57:39 (PP) Jin Fengling | Widzów: 5278 Sędzia główny: Ulla Sipila |

| 16 lutego 2010 | Rosja | 0:13 | Stany Zjednoczone | UBC Winter Sports Centre, Vancouver |

| Szczegóły      | Szczegóły | Szczegóły       | Szczegóły | Szczegóły                                   |
| -------------- | --------- | --------------- | --- | ------------------------------------------- |
| Godzina: 14:30 |           | (0:5, 0:7, 0:1) | 02:19 (EQ) Monique Lamoureux 05:48 (SH) Jenny Potter 09:54 (EQ) Karen Thatcher 12:57 (PP) Caitlin Cahow 15:56 (PP) Jenny Potter 20:34 (PP) Angela Ruggiero 23:16 (PP) Kelli Stack 26:01 (EQ) Jocelyne Lamoureux 27:50 (PP) Natalie Darwitz 31:00 (SH) Natalie Darwitz 31:46 (EQ) Jenny Potter 33:32 (PP) Molly Engstrom 41:05 (PP) Lisa Chesson | Widzów: 5365 Sędzia główny: Nicole Hertrich |

| 18 lutego 2010 | Stany Zjednoczone | 6:0 | Finlandia | UBC Winter Sports Centre, Vancouver |

| Szczegóły      | Szczegóły | Szczegóły       | Szczegóły | Szczegóły                             |
| -------------- | --- | --------------- | --------- | ------------------------------------- |
| Godzina: 14:30 | Julie Chu 08:08 (EQ) Molly Engstrom 10:47 (PP) Meghan Duggan 11:29 (EQ) Natalie Darwitz 18:03 (EQ) Hilary Knight 31:48 (EQ) Karen Thatcher 58:22 (EQ) | (4:0, 1:0, 1:0) |           | Widzów: 5398 Sędzia główny: Aina Hove |

Tabela
Lp. = lokata, M = liczba rozegranych spotkań, W = Wygrane, WpD = Wygrane po dogrywce lub karnych, PpD = Porażki po dogrywce lub karnych, P = Porażki, G+ = Gole strzelone, G- = Gole stracone, Pkt = Liczba zdobytych punktów
| Lp. | Zespół    | M | Pkt | W | WpD | PpD | P | G + | G – | +/− |
| --- | --------- | - | --- | - | --- | --- | - | --- | --- | --- |
| 1   | USA       | 3 | 9   | 3 | 0   | 0   | 0 | 31  | 1   | +30 |
| 2   | Finlandia | 3 | 6   | 2 | 0   | 0   | 1 | 7   | 8   | -1  |
| 3   | Rosja     | 3 | 3   | 1 | 0   | 0   | 2 | 3   | 19  | -16 |
| 4   | Chiny     | 3 | 0   | 0 | 0   | 0   | 3 | 3   | 16  | -13 |

##### Faza pucharowa
Półfinały
| 22 lutego 2010 | Stany Zjednoczone | 9:1 | Szwecja | General Motors Place, Vancouver |

| Szczegóły      | Szczegóły | Szczegóły       | Szczegóły                   | Szczegóły                                   |
| -------------- | --- | --------------- | --------------------------- | ------------------------------------------- |
| Godzina: 12:00 | Monique Lamoureux 07:14 (EQ) Meghan Duggan 08:23 (PP) Angela Ruggiero 23:22 (EQ) Caitlin Cahow 25:58 (EQ) Karen Thatcher 33:35 (EQ) Monique Lamoureux 45:59 (PP) Kerry Weiland 47:15 (EQ) Kelli Stack 55:20 (EQ) Monique Lamoureux 57:19 (PP) | (2:0, 3:1, 4:0) | 29:34 (PP) Pernilla Winberg | Widzów: 16021 Sędzia główny: Mary Anne Gage |

Finał
| 25 lutego 2010 | Kanada | 2:0 | Stany Zjednoczone | General Motors Place, Vancouver |

| Szczegóły      | Szczegóły                                                     | Szczegóły       | Szczegóły | Szczegóły                              |
| -------------- | ------------------------------------------------------------- | --------------- | --------- | -------------------------------------- |
| Godzina: 15:30 | Marie-Philip Poulin 13:55 (EQ) Marie-Philip Poulin 16:50 (EQ) | (2:0, 0:0, 0:0) |           | Widzów: 16805 Sędzia główny: Aina Hove |

### Kombinacja norweska

#### Mężczyźni
- Brett Camerota
- Bill Demong
- Taylor Fletcher
- Todd Lodwick
- Johnny Spillane

| Wydarzenie                                 | Atleta          | Skok (m) | Punkty za skok | Miejsce | Bieg (czas) | W sumie | Miejsce |
| ------------------------------------------ | --------------- | -------- | -------------- | ------- | ----------- | ------- | ------- |
| Skoki na normalnej skoczni / Bieg na 10 km | Brett Camerota  | 100.0    | 121.5          | 10.     | 27:00.6     | 27:56.6 | 36.     |
| Skoki na normalnej skoczni / Bieg na 10 km | Bill Demong     | 96.5     | 116.5          | 24.     | 24:45.0     | 26:05.0 | 6.      |
| Skoki na normalnej skoczni / Bieg na 10 km | Todd Lodwick    | 101.5    | 127.0          | 2.      | 25:14.6     | 25:48.6 | 4.      |
| Skoki na normalnej skoczni / Bieg na 10 km | Johnny Spillane | 100.5    | 124.5          | 4       | 25:03.5     | 25:47.5 | srebro  |
| Skoki na dużej skoczni / Bieg na 10 km     | Bill Demong     | 127.0    | 115.5          | 6.      | 24:46,9     | 25:32.9 | złoto   |
| Skoki na dużej skoczni / Bieg na 10 km     | Taylor Fletcher | 82.0     | 38.0           | 46.     | 26:17.5     | 32:13.5 | 45.     |
| Skoki na dużej skoczni / Bieg na 10 km     | Todd Lodwick    | 122.5    | 108.7          | 13.     | 25:30.2     | 26:43.2 | 13.     |
| Skoki na dużej skoczni / Bieg na 10 km     | Johnny Spillane | 129.0    | 118.5          | 2.      | 25:02.9     | 25:36.9 | srebro  |
| Skoki na dużej skoczni / Sztafeta 4x5km    | Brett Camerota  | 133.5    | 122.3          | 2.      | 12:30.0     | 49:36.8 | srebro  |
| Skoki na dużej skoczni / Sztafeta 4x5km    | Todd Lodwick    | 136.5    | 132.2          | 2.      | 11:53.2     | 49:36.8 | srebro  |
| Skoki na dużej skoczni / Sztafeta 4x5km    | Johnny Spillane | 131.5    | 123.8          | 2.      | 12:18.8     | 49:36.8 | srebro  |
| Skoki na dużej skoczni / Sztafeta 4x5km    | Bill Demong     | 134.0    | 127.5          | 2.      | 12:55.7     | 49:36.8 | srebro  |

### Łyżwiarstwo figurowe
| Wydarzenie             | Atleta                          | Taniec obowiązkowy | Taniec obowiązkowy | Program krótki / Taniec oryginalny | Program krótki / Taniec oryginalny | Program dowolny / Taniec dowolny | Program dowolny / Taniec dowolny | W sumie | W sumie |
| Wydarzenie             | Atleta                          | Punkty             | Miejsce            | Punkty                             | Miejsce                            | Punkty                           | Miejsce                          | Punkty  | Miejsce |
| ---------------------- | ------------------------------- | ------------------ | ------------------ | ---------------------------------- | ---------------------------------- | -------------------------------- | -------------------------------- | ------- | ------- |
| Program solistów       | Jeremy Abbott                   |                    |                    | 69.40                              | 15.                                | 149.56                           | 9.                               | 218.96  | 9.      |
| Program solistów       | Evan Lysacek                    |                    |                    | 90.30                              | 2.                                 | 167.37                           | 1.                               | 257.67  | złoto   |
| Program solistów       | Johnny Weir                     |                    |                    | 82.10                              | 6.                                 | 156.77                           | 6.                               | 238.87  | 6.      |
| Program solistek       | Rachael Flatt                   |                    |                    | 64.64                              | 5.                                 | 117.85                           | 8.                               | 182.49  | 7.      |
| Program solistek       | Mirai Nagasu                    |                    |                    | 63.76                              | 6.                                 | 123.69                           | 5.                               | 190.15  | 4.      |
| Program par sportowych | Caydee Denney / Jeremy Barrett  |                    |                    | 53.26                              | 14.                                | 105.07                           | 12.                              | 158.33  | 13.     |
| Program par sportowych | Amanda Evora / Mark Ladwig      |                    |                    | 57.86                              | 10.                                | 114.06                           | 10.                              | 171.92  | 10.     |
| Program par tanecznych | Meryl Davis / Charlie White     | 41.47              | 3.                 | 67.08                              | 2.                                 | 107.19                           | 2.                               | 215.74  | srebro  |
| Program par tanecznych | Tanith Belbin / Benjamin Agosto | 40.83              | 4.                 | 62.50                              | 4.                                 | 99.74                            | 4.                               | 203.07  | 4.      |
| Program par tanecznych | Emily Samuelson / Evan Bates    | 31.37              | 14.                | 53.99                              | 11.                                | 88.94                            | 11.                              | 174.30  | 11.     |

#### Mężczyźni
- Jeremy Abbott
- Benjamin Agosto
- Jeremy Barrett
- Evan Bates
- Mark Ladwig
- Evan Lysacek
- Johnny Weir
- Charlie White

#### Kobiety
- Tanith Belbin
- Meryl Davis
- Caydee Denney
- Amanda Evora
- Rachael Flatt
- Mirai Nagasu
- Emily Samuelson

### Łyżwiarstwo szybkie

#### Mężczyźni
- Ryan Bedford
- Shani Davis
- Tucker Fredricks
- Brian Hansen
- Chad Hedrick
- Jonathan Kuck
- Trevor Marsicano
- Nick Pearson
- Mitchell Whitmore

| Wydarzenie    | Atleta            | Wyścig 1. | Wyścig 1. | Wyścig 2. | Wyścig 2. | Finał    | Finał   |
| Wydarzenie    | Atleta            | Czas      | Miejsce   | Czas      | Miejsce   | Czas     | Miejsce |
| ------------- | ----------------- | --------- | --------- | --------- | --------- | -------- | ------- |
| 500 metrów    | Shani Davis       | 35.454    | 18.       | WD        | WD        | WD       | WD      |
| 500 metrów    | Tucker Fredricks  | 35.218    | 15.       | 35.138    | 9.        | 70.35    | 12.     |
| 500 metrów    | Nick Pearson      | 35.834    | 25.       | 36.094    | 28.       | 71.92    | 26.     |
| 500 metrów    | Mitchell Whitmore | 36.734    | 39.       | 36.314    | 34.       | 73.04    | 37.     |
| 1000 metrów   | Shani Davis       |           |           |           |           | 1:08.94  | złoto   |
| 1000 metrów   | Chad Hedrick      |           |           |           |           | 1:09.32  | brąz    |
| 1000 metrów   | Trevor Marsicano  |           |           |           |           | 1:10.11  | 10.     |
| 1000 metrów   | Nick Pearson      |           |           |           |           | 1:09.79  | 7.      |
| 1500 metrów   | Shani Davis       |           |           |           |           | 1:46.10  | srebro  |
| 1500 metrów   | Brian Hansen      |           |           |           |           | 1:48.45  | 18.     |
| 1500 metrów   | Chad Hedrick      |           |           |           |           | 1:46.69  | 6.      |
| 1500 metrów   | Trevor Marsicano  |           |           |           |           | 1:47.84  | 15.     |
| 5000 metrów   | Chad Hedrick      |           |           |           |           | 6:27.07  | 11.     |
| 5000 metrów   | Shani Davis       |           |           |           |           | 6:28.44  | 12.     |
| 5000 metrów   | Trevor Marsicano  |           |           |           |           | 6:30.93  | 14.     |
| 10 000 metrów | Ryan Bedford      |           |           |           |           | 13:40.20 | 12.     |
| 10 000 metrów | Jonathan Kuck     |           |           |           |           | 13:31.78 | 8.      |

| Wydarzenie              | Atleci                                                   | Ćwierćfinał | Ćwierćfinał | Półfinał | Półfinał | Finał   | Finał   | Rezultat |
| Wydarzenie              | Atleci                                                   | Czas        | Miejsce     | Czas     | Miejsce  | Czas    | Miejsce | Rezultat |
| ----------------------- | -------------------------------------------------------- | ----------- | ----------- | -------- | -------- | ------- | ------- | -------- |
| Bieg drużynowy mężczyzn | Brian Hansen Chad Hedrick Jonathan Kuck Trevor Marsicano | 3:44.25     | 1. Q        | 3:42.71  | 1. QA    | 3:41.58 | 2.      | srebro   |

#### Kobiety
- Rebekah Bradford
- Lauren Cholewinski
- Maria Lamb
- Elli Ochowicz
- Catherine Raney-Norman
- Heather Richardson
- Jennifer Rodriguez
- Jilleanne Rookard
- Nancy Swider-Peltz Jr.

| Wydarzenie  | Atletka                | Wyścig 1. | Wyścig 1. | Wyścig 2. | Wyścig 2. | Finał    | Finał   |
| Wydarzenie  | Atletka                | Czas      | Miejsce   | Czas      | Miejsce   | Czas     | Miejsce |
| ----------- | ---------------------- | --------- | --------- | --------- | --------- | -------- | ------- |
| 500 metrów  | Lauren Cholewinski     | 39.514    | 29.       | 39.587    | 32.       | 79.10    | 30.     |
| 500 metrów  | Elli Ochowicz          | 39.002    | 18.       | 39.048    | 19.       | 78.05    | 17.     |
| 500 metrów  | Heather Richardson     | 38.698    | 9.        | 38.477    | 6.        | 77.17    | 6.      |
| 500 metrów  | Jennifer Rodriguez     | 39.182    | 20.       | 39.281    | 24.       | 78.46    | 21.     |
| 1000 metrów | Rebekah Bradford       |           |           |           |           | 1:18.788 | 29.     |
| 1000 metrów | Elli Ochowicz          |           |           |           |           | 1:18.33  | 26      |
| 1000 metrów | Heather Richardson     |           |           |           |           | 1:17.37  | 9.      |
| 1000 metrów | Jennifer Rodriguez     |           |           |           |           | 1:17.08  | 7.      |
| 1500 metrów | Heather Richardson     |           |           |           |           | 1:59.56  | 16.     |
| 1500 metrów | Jennifer Rodriguez     |           |           |           |           | 2:00.08  | 18.     |
| 1500 metrów | Jilleanne Rookard      |           |           |           |           | 2:01.95  | 24.     |
| 3000 metrów | Catherine Raney-Norman |           |           |           |           | 4:16.95  | 17.     |
| 3000 metrów | Jilleanne Rookard      |           |           |           |           | 4:13.05  | 12.     |
| 3000 metrów | Nancy Swider-Peltz Jr. |           |           |           |           | 4:11.16  | 9.      |
| 5000 metrów | Maria Lamb             |           |           |           |           | 7:25.15  | 15.     |
| 5000 metrów | Jilleanne Rookard      |           |           |           |           | 7:07.48  | 8.      |

| Wydarzenie            | Atleci                                                                             | Ćwierćfinał | Ćwierćfinał | Półfinał | Półfinał | Finał   | Finał   | Rezultat |
| Wydarzenie            | Atleci                                                                             | Czas        | Miejsce     | Czas     | Miejsce  | Czas    | Miejsce | Rezultat |
| --------------------- | ---------------------------------------------------------------------------------- | ----------- | ----------- | -------- | -------- | ------- | ------- | -------- |
| Bieg drużynowy kobiet | Catherine Raney-Norman Jennifer Rodriguez Jilleanne Rookard Nancy Swider-Peltz Jr. | 3:02.19     | 1. Q        | 3:03.78  | 2. QB    | 3:05.30 | 2.      | 4.       |

### Narciarstwo alpejskie

#### Mężczyźni
- Will Brandenburg
- Jimmy Cochran
- Erik Fisher
- Tommy Ford
- Tim Jitloff
- Nolan Kasper
- Ted Ligety
- Bode Miller
- Steven Nyman
- Marco Sullivan
- Andrew Weibrecht
- Jake Zamansky

| Wydarzenie      | Atleta           | Zjazd 1. | Msc. 1. | Zjazd 2. | Msc. 2. | W sumie | Miejsce |
| --------------- | ---------------- | -------- | ------- | -------- | ------- | ------- | ------- |
| Superkombinacja | Will Brandenburg | 1:56.28  | 27.     | 50.78    | 2.      | 2:47.06 | 10.     |
| Superkombinacja | Ted Ligety       | 1:55.06  | 15.     | 50.76    | 1.      | 2:45.82 | 5.      |
| Superkombinacja | Bode Miller      | 1:53.91  | 7.      | 51.01    | 3.      | 2:44.92 | złoto   |
| Superkombinacja | Andrew Weibrecht | 1:55.23  | 17.     | 52.35    | 19.     | 2:47.58 | 11.     |
| Zjazd           | Bode Miller      | 1:54.40  |         |          |         |         | brąz    |
| Zjazd           | Steven Nyman     | 1:55.71  |         |          |         |         | 20.     |
| Zjazd           | Marco Sullivan   | DSQ      |         |          |         |         | [ 107 ] |
| Zjazd           | Andrew Weibrecht | 1:55.74  |         |          |         |         | 21.     |
| Slalom gigant   | Tommy Ford       | 1:19.10  | 26.     | 1:22.05  | 26.     | 2:41.15 | 26.     |
| Slalom gigant   | Ted Ligety       | 1:17.87  | 8.      | 1:21.24  | 15.     | 2:39.11 | 7.      |
| Slalom gigant   | Bode Miller      | DNF      |         |          |         |         | [ 110 ] |
| Slalom gigant   | Jake Zamansky    | 1:19.85  | 34.     | 1:22.50  | 29.     | 2:42.35 | 31.     |
| Slalom          | Jimmy Cochran    | 54.94    | 44.     | DNF      |         |         | [ 113 ] |
| Slalom          | Nolan Kasper     | 50.66    | 29.     | 52.51    | 23.     | 1:43.17 | 24.     |
| Slalom          | Ted Ligety       | DNF      |         |          |         |         | [ 110 ] |
| Slalom          | Bode Miller      | DNF      |         |          |         |         | [ 110 ] |
| Supergigant     | Bode Miller      | 1:30.62  |         |          |         |         | srebro  |
| Supergigant     | Ted Ligety       | 1:31.70  |         |          |         |         | 19.     |
| Supergigant     | Marco Sullivan   | 1:32.09  |         |          |         |         | 23.     |
| Supergigant     | Andrew Weibrecht | 1:30.65  |         |          |         |         | brąz    |

#### Kobiety
- Stacey Cook
- Hailey Duke
- Julia Mancuso
- Chelsea Marshall
- Megan McJames
- Alice McKennis
- Kaylin Richardson
- Sarah Schleper
- Leanne Smith
- Lindsey Vonn

| Wydarzenie      | Atleta            | Zjazd 1. | Msc. 1. | Zjazd 2. | Msc. 2. | W sumie | Miejsce |
| --------------- | ----------------- | -------- | ------- | -------- | ------- | ------- | ------- |
| Superkombinacja | Julia Mancuso     | 1:24.96  | 3.      | 45.12    | 9.      | 2:10.08 | srebro  |
| Superkombinacja | Kaylin Richardson | 1:27.64  | 23.     | 45.76    | 14.     | 2:13.40 | 17.     |
| Superkombinacja | Leanne Smith      | 1:27.27  | 21.     | 46.70    | 20.     | 2:13.97 | 21.     |
| Superkombinacja | Lindsey Vonn      | 1:24.16  | 1.      | DNF      |         |         | [ 117 ] |
| Zjazd           | Stacey Cook       | 1:46.98  |         |          |         |         | 11.     |
| Zjazd           | Julia Mancuso     | 1:44.75  |         |          |         |         | srebro  |
| Zjazd           | Alice McKennis    | DSQ      |         |          |         |         | [ 119 ] |
| Zjazd           | Lindsey Vonn      | 1:44.19  |         |          |         |         | złoto   |
| Slalom gigant   | Julia Mancuso     | 1:16.42  | 18.     | 1:11.24  | 3.      | 2:27.66 | 8.      |
| Slalom gigant   | Megan McJames     | 1:18.30  | 31.     | 1:14.68  | 33.     | 2:32.98 | 32.     |
| Slalom gigant   | Sarah Schleper    | 1:16.19  | 14.     | 1:12.17  | 17.     | 2:28.36 | 14.     |
| Slalom gigant   | Lindsey Vonn      | DNF      |         |          |         |         | [ 122 ] |
| Slalom          | Hailey Duke       | 54.02    | 32.     | 54.67    | 31.     | 1:48.69 | 30.     |
| Slalom          | Megan McJames     | 54.41    | 35.     | DNF      |         |         | [ 117 ] |
| Slalom          | Sarah Schleper    | 51.83    | 9.      | 54.05    | 28.     | 1:45.88 | 16.     |
| Slalom          | Lindsey Vonn      | DNF      |         |          |         |         | [ 122 ] |
| Supergigant     | Julia Mancuso     | 1:21.50  |         |          |         |         | 9.      |
| Supergigant     | Chelsea Marshall  | DNF      |         |          |         |         | [ 126 ] |
| Supergigant     | Leanne Smith      | 1:23.05  |         |          |         |         | 18.     |
| Supergigant     | Lindsey Vonn      | 1:20.88  |         |          |         |         | brąz    |

### Narciarstwo dowolne

#### Mężczyźni
- Scotty Bahrke[127]
- Patrick Deneen
- Matt DePeters
- Dylan Ferguson[128]
- Michael Morse
- Jeret Peterson
- Casey Puckett
- Daron Rahlves
- Nate Roberts
- Ryan St. Onge
- Bryon Wilson

| Wydarzenie         | Atleta         | Kwalifikacje | Kwalifikacje | Finał  | Finał   |
| Wydarzenie         | Atleta         | Punkty       | Miejsce      | Punkty | Miejsce |
| ------------------ | -------------- | ------------ | ------------ | ------ | ------- |
| Jazda po muldach   | Patrick Deneen | 23.97        | 10. Q        | RNS    | 19.     |
| Jazda po muldach   | Michael Morse  | 23.08        | 19. Q        | 23.38  | 15.     |
| Jazda po muldach   | Nate Roberts   | 23.22        | 16. Q        | RNS    | 19.     |
| Jazda po muldach   | Bryon Wilson   | 25.06        | 3. Q         | 26.08  | brąz    |
| Skoki akrobatyczne | Scotty Bahrke  | 168.72       | 23.          | 23.    | 23.     |
| Skoki akrobatyczne | Matt DePeters  | 202.48       | 17.          | 17.    | 17.     |
| Skoki akrobatyczne | Jeret Peterson | 237.34       | 5. Q         | 247.21 | srebro  |
| Skoki akrobatyczne | Ryan St. Onge  | 240.67       | 2. Q         | 239.93 | 4.      |

| Wydarzenie         | Atleta        | Kwalifikacje | Kwalifikacje | 1/8     | Ćwierćfinały | Półfinały | Finały  | Finały  |
| Wydarzenie         | Atleta        | Czas         | Miejsce      | Pozycja | Pozycja      | Pozycja   | Pozycja | Miejsce |
| ------------------ | ------------- | ------------ | ------------ | ------- | ------------ | --------- | ------- | ------- |
| Ski cross mężczyzn | Casey Puckett | 1:14:35      | 18.          | 4.      | 23.          | 23.       | 23.     | 23.     |
| Ski cross mężczyzn | Daron Rahlves | 1:14.91      | 24.          | 3.      | 28.          | 28.       | 28.     | 28.     |

#### Kobiety
- Shannon Bahrke
- Ashley Caldwell
- Emily Cook
- Hannah Kearney
- Jana Lindsey
- Heather McPhie
- Michelle Roark
- Lacy Schnoor

| Wydarzenie         | Atletka         | Kwalifikacje | Kwalifikacje | Finał  | Finał   |
| Wydarzenie         | Atletka         | Punkty       | Miejsce      | Punkty | Miejsce |
| ------------------ | --------------- | ------------ | ------------ | ------ | ------- |
| Jazda po muldach   | Shannon Bahrke  | 24.27        | 6. Q         | 25.43  | brąz    |
| Jazda po muldach   | Hannah Kearney  | 25.96        | 1. Q         | 26.63  | złoto   |
| Jazda po muldach   | Heather McPhie  | 25.03        | 3. Q         | 14.52  | 18.     |
| Jazda po muldach   | Michelle Roark  | 23.98        | 7. Q         | 15.90  | 17.     |
| Skoki akrobatyczne | Ashley Caldwell | 162.34       | 12. Q        | 171.10 | 10.     |
| Skoki akrobatyczne | Emily Cook      | 180.25       | 5. Q         | 148.92 | 11.     |
| Skoki akrobatyczne | Jana Lindsey    | 151.69       | 17.          | 17.    | 17.     |
| Skoki akrobatyczne | Lacy Schnoor    | 169.51       | 6. Q         | 172.89 | 9.      |

### Saneczkarstwo

#### Mężczyźni
- Tony Benshoof
- Mark Grimmette
- Dan Joye
- Brian Martin
- Chris Mazdzer
- Christian Niccum
- Bengt Walden

Jedynki
| Atleta        | Zjazd 1. | Zjazd 2. | Zjazd 3. | Zjazd 4. | W sumie  | Miejsce |
| ------------- | -------- | -------- | -------- | -------- | -------- | ------- |
| Tony Benshoof | 48.657   | 48.747   | 49.010   | 48.714   | 3:15.128 | 8.      |
| Chris Mazdzer | 48.811   | 48.963   | 49.223   | 48.816   | 3:15.813 | 13.     |
| Bengt Walden  | 49.002   | 48.865   | 49.323   | 48.794   | 3:15.984 | 15.     |

Dwójki
| Sanki  | Atleci                      | Zjazd 1. | Zjazd 2. | W sumie  | Miejsce |
| ------ | --------------------------- | -------- | -------- | -------- | ------- |
| USA I  | Christian Niccum Dan Joye   | 41.602   | 41.689   | 1:23.291 | 6.      |
| USA II | Mark Grimmette Brian Martin | 41.821   | 42.184   | 1:24.005 | 13.     |

#### Kobiety
- Julia Clukey
- Erin Hamlin
- Megan Sweeney

Jedynki
| Atletka       | Zjazd 1. | Zjazd 2. | Zjazd 3. | Zjazd 4. | W sumie  | Miejsce |
| ------------- | -------- | -------- | -------- | -------- | -------- | ------- |
| Julia Clukey  | 42.059   | 42.075   | 42.472   | 42.754   | 2:49.360 | 17.     |
| Erin Hamlin   | 41.835   | 42.219   | 42.792   | 42.262   | 2:49.108 | 16.     |
| Megan Sweeney | 42.450   | 42.690   | 42.625   | 42.450   | 2:50.215 | 22.     |

### Short track

#### Mężczyźni
- J.R. Celski
- Simon Cho
- Travis Jayner
- Jordan Malone
- Apolo Anton Ohno

| Wydarzenie              | Atleta                                                             | Kwalifikacje | Kwalifikacje | Ćwierćfinał | Ćwierćfinał | Półfinał | Półfinał | Finał    | Finał   | Wynik    | Wynik    |
| Wydarzenie              | Atleta                                                             | Czas         | Pozycja      | Czas        | Pozycja     | Czas     | Pozycja  | Czas     | Pozycja | Czas     | Pozycja  |
| ----------------------- | ------------------------------------------------------------------ | ------------ | ------------ | ----------- | ----------- | -------- | -------- | -------- | ------- | -------- | -------- |
| Bieg na 500 metrów      | Simon Cho                                                          | 41.726       | 2. Q         | 41.211      | 3.          | [ 28 ]   | [ 28 ]   | [ 28 ]   | [ 28 ]  | 41.211   | 11.      |
| Bieg na 500 metrów      | Jordan Malone                                                      | 1:03.884     | 4.           | [ 29 ]      | [ 29 ]      | [ 29 ]   | [ 29 ]   | [ 29 ]   | [ 29 ]  | 1:03.884 | 29.      |
| Bieg na 500 metrów      | Apolo Anton Ohno                                                   | 41.665       | 1. Q         | 42.004      | 2. Q        | 41.460   | 1. QA    | DSQ      | DSQ     | 41.460   | 8. (DSQ) |
| Bieg na 1000 metrów     | J.R. Celski                                                        | 1:25.113     | 2. Q         | 1:24.621    | 2. Q        | DSQ      | DSQ      | [ 166 ]  | [ 166 ] | 1:24.621 | 8. (DSQ) |
| Bieg na 1000 metrów     | Travis Jayner                                                      | 1:26.870     | 3.           | [ 29 ]      | [ 29 ]      | [ 29 ]   | [ 29 ]   | [ 29 ]   | [ 29 ]  | 1:26.870 | 23.      |
| Bieg na 1000 metrów     | Apolo Anton Ohno                                                   | 1:25.940     | 1. Q         | 1:25.502    | 2. Q        | 1:25.033 | 1. QA    | 1:24.128 | 3.      | 1:24.128 | brąz     |
| Bieg na 1500 metrów     | Apolo Anton Ohno                                                   | 2:17.653     | 1. Q         |             |             | 2:11.072 | 2. QA    | 2:17.976 | 2.      | 2:11.072 | srebro   |
| Bieg na 1500 metrów     | J.R. Celski                                                        | 2:12.460     | 2. Q         | 2:13.606    | 2. QA       | 2:18.053 | 3.       | 2:12.460 | brąz    |          |          |
| Bieg na 1500 metrów     | Jordan Malone                                                      | DSQ          | DSQ          | [ 170 ]     | [ 170 ]     | [ 170 ]  | [ 170 ]  | DSQ      | 34.     |          |          |
| Sztafeta na 5000 metrów | J.R. Celski Simon Cho Travis Jayner Jordan Malone Apolo Anton Ohno |              |              |             |             | 6:46.369 | 2. QA    | 6:44.498 | 3.      | 6:44.498 | brąz     |

#### Kobiety
- Allison Baver
- Kimberly Derrick
- Alyson Dudek
- Lana Gehring
- Katherine Reutter

| Wydarzenie              | Atletka                                                                    | Kwalifikacje | Kwalifikacje | Ćwierćfinał | Ćwierćfinał | Półfinał | Półfinał | Finał    | Finał   | Wynik    | Wynik   |
| Wydarzenie              | Atletka                                                                    | Czas         | Pozycja      | Czas        | Pozycja     | Czas     | Pozycja  | Czas     | Pozycja | Czas     | Pozycja |
| ----------------------- | -------------------------------------------------------------------------- | ------------ | ------------ | ----------- | ----------- | -------- | -------- | -------- | ------- | -------- | ------- |
| Bieg na 500 metrów      | Katherine Reutter                                                          | 44.187       | 1. Q         | 43.834      | 1. Q        | 44.145   | 4. QB    | 44.846   | 3.      | 43.834   | 7.      |
| Bieg na 500 metrów      | Alyson Dudek                                                               | 44.560       | 2. Q         | 44.588      | 4.          | [ 179 ]  | [ 179 ]  | [ 179 ]  | [ 179 ] | 44.560   | 13.     |
| Bieg na 1000 metrów     | Allison Baver                                                              | DSQ          | DSQ          | [ 184 ]     | [ 184 ]     | [ 184 ]  | [ 184 ]  | [ 184 ]  | [ 184 ] | DSQ      | 29.     |
| Bieg na 1000 metrów     | Kimberly Derrick                                                           | 1:31.663     | 3.           | [ 146 ]     | [ 146 ]     | [ 146 ]  | [ 146 ]  | [ 146 ]  | [ 146 ] | 1:31.663 | 20.     |
| Bieg na 1000 metrów     | Katherine Reutter                                                          | 1:30.508     | 1. Q         | 1:29.955    | 1. Q        | 1:30.568 | 1. QA    | 1:29.324 | 2.      | 1:29.324 | srebro  |
| Bieg na 1500 metrów     | Allison Baver                                                              | 2:44.915     | 4. ADV       |             |             | 2:25.053 | 5.       | [ 188 ]  | [ 188 ] | 2:25.053 | 15.     |
| Bieg na 1500 metrów     | Kimberly Derrick                                                           | 2:24.375     | 4.           | [ 146 ]     | [ 146 ]     | [ 146 ]  | [ 146 ]  | 2:24.375 | 21.     |          |         |
| Bieg na 1500 metrów     | Katherine Reutter                                                          | 2:29.316     | 2. Q         | 2:37.060    | 4. ADV      | 2:18.396 | 4.       | 2:18.396 | 4.      |          |         |
| Sztafeta na 3000 metrów | Allison Baver Kimberly Derrick Alyson Dudek Lana Gehring Katherine Reutter |              |              |             |             | 4:15.376 | 2. QA    | 4:14.081 | 3.      | 4:14.081 | brąz    |

### Skeleton

#### Mężczyźni[192]
- Eric Bernotas
- John Daly
- Zach Lund

| Atleta        | Zjazd 1. | Zjazd 2. | Zjazd 3. | Zjazd 4. | W sumie | Miejsce |
| ------------- | -------- | -------- | -------- | -------- | ------- | ------- |
| Eric Bernotas | 53.23    | 53.55    | 53.33    | 53.16    | 3:33.27 | 14.     |
| John Daly     | 54.08    | 53.65    | 53.23    | 53.05    | 3:34.01 | 17.     |
| Zach Lund     | 53.04    | 52.85    | 52.57    | 52.81    | 3:31.27 | 5.      |

#### Kobiety[196]
- Noelle Pikus-Pace
- Katie Uhlaender

| Atletka           | Zjazd 1. | Zjazd 2. | Zjazd 3. | Zjazd 4. | W sumie | Miejsce |
| ----------------- | -------- | -------- | -------- | -------- | ------- | ------- |
| Noelle Pikus-Pace | 54.30    | 54.21    | 53.88    | 54.07    | 3:36.46 | 4.      |
| Katie Uhlaender   | 54.51    | 54.53    | 54.54    | 54.35    | 3:37.93 | 11.     |

### Skoki narciarskie

#### Mężczyźni
- Nicholas Alexander
- Peter Frenette
- Anders Johnson
- Taylor Fletcher[200]

| Wydarzenie        | Atleta             | Kwalifikacje  | Kwalifikacje | Kwalifikacje | Runda 1.      | Runda 1. | Runda 1. | Finał         | Finał  | Finał   |
| Wydarzenie        | Atleta             | Odległość (m) | Punkty       | Miejsce      | Odległość (m) | Punkty   | Miejsce  | Odległość (m) | Punkty | Miejsce |
| ----------------- | ------------------ | ------------- | ------------ | ------------ | ------------- | -------- | -------- | ------------- | ------ | ------- |
| Skocznia normalna | Peter Frenette     | 97.0          | 115.0        | 30. Q        | 93.0          | 106.5    | 41.      | 41.           | 41.    | 41.     |
| Skocznia normalna | Nicholas Alexander | 96.0          | 113.0        | 35. Q        | 93.5          | 106.5    | 41.      | 41.           | 41.    | 41.     |
| Skocznia normalna | Anders Johnson     | 93.5          | 108.5        | 40. Q        | 86.5          | 92.5     | 49.      | 49.           | 49.    | 49.     |
| Skocznia duża     | Peter Frenette     | 126.0         | 113.8        | 30. Q        | 114.5         | 90.6     | 32.      | 32.           | 32.    | 32.     |
| Skocznia duża     | Nicholas Alexander | 127.5         | 116.5        | 28. Q        | 109.0         | 79.2     | 40.      | 40.           | 40.    | 40.     |
| Skocznia duża     | Anders Johnson     | 117.0         | 95.6         | 42.          | [ 29 ]        | [ 29 ]   | [ 29 ]   | [ 29 ]        | [ 29 ] | [ 29 ]  |

| Wydarzenie        | Atleta             | Runda 1.      | Runda 1. | Runda 1.         | Runda 1.     | Runda 1. | Finał         | Finał  | Finał            | Finał        | Finał   |
| Wydarzenie        | Atleta             | Odległość (m) | Punkty   | Miejsce w grupie | Suma punktów | Miejsce  | Odległość (m) | Punkty | Miejsce w grupie | Suma punktów | Miejsce |
| ----------------- | ------------------ | ------------- | -------- | ---------------- | ------------ | -------- | ------------- | ------ | ---------------- | ------------ | ------- |
| Konkurs drużynowy | Anders Johnson     | 115.5         | 92.4     | 10.              | 340.0        | 11.      | 11.           | 11.    | 11.              | 11.          | 11.     |
| Konkurs drużynowy | Peter Frenette     | 124.5         | 111.1    | 10.              | 340.0        | 11.      | 11.           | 11.    | 11.              | 11.          | 11.     |
| Konkurs drużynowy | Taylor Fletcher    | 88.5          | 36.3     | 12.              | 340.0        | 11.      | 11.           | 11.    | 11.              | 11.          | 11.     |
| Konkurs drużynowy | Nicholas Alexander | 119.0         | 100.2    | 11.              | 340.0        | 11.      | 11.           | 11.    | 11.              | 11.          | 11.     |

### Snowboard

#### Mężczyźni
- Nick Baumgartner
- Greg Bretz
- Nate Holland
- Tyler Jewell
- Chris Klug
- Scotty Lago
- Louie Vito
- Graham Watanabe
- Seth Wescott
- Shaun White

Halfpipe
| Atleta      | Kwalifikacje | Kwalifikacje | Kwalifikacje | Półfinały | Półfinały | Półfinały | Finał    | Finał    | Finał   |
| Atleta      | Zjazd 1.     | Zjazd 2.     | Miejsce      | Zjazd 1.  | Zjazd 2.  | Miejsce   | Zjazd 1. | Zjazd 2. | Miejsce |
| ----------- | ------------ | ------------ | ------------ | --------- | --------- | --------- | -------- | -------- | ------- |
| Greg Bretz  | 36.2         | 41.3         | 4. Q         | 42.1      | 38.0      | 2. Q      | 18.3     | 13.0     | 12.     |
| Scotty Lago | 39.0         | 28.4         | 6. Q         | 41.3      | 16.2      | 3. Q      | 42.8     | 17.5     | brąz    |
| Louie Vito  | 26.1         | 41.8         | 3. Q         | [ 216 ]   | [ 216 ]   | [ 216 ]   | 39.1     | 39.4     | 5.      |
| Shaun White | 45.8         | 10.8         | 1. Q         | [ 216 ]   | [ 216 ]   | [ 216 ]   | 46.8     | 48.4     | złoto   |

Równoległy slalom gigant
| Atleta       | Kwalifikacje      | Kwalifikacje | Kwalifikacje    | Kwalifikacje | Kwalifikacje   | Kwalifikacje | 1/8     | 1/8     | 1/8   | Ćwierćfinały | Ćwierćfinały | Ćwierćfinały | Półfinały | Półfinały | Półfinały | Finał   | Finał   | Finał    | Wynik |
| Atleta       | Czas kwalifikacji | Miejsce      | Czas eliminacji | Miejsce      | Czas całkowity | Miejsce      | Czas 1  | Czas 2  | Awans | Czas 1       | Czas 2       | Awans        | Czas 1    | Czas 2    | Awans     | Czas 1  | Czas 2  | Rezultat | Wynik |
| ------------ | ----------------- | ------------ | --------------- | ------------ | -------------- | ------------ | ------- | ------- | ----- | ------------ | ------------ | ------------ | --------- | --------- | --------- | ------- | ------- | -------- | ----- |
| Tyler Jewell | 38.46             | 7.           | 39.39           | 13.          | 1:17.85        | 7. Q         | +0.73   | +1.18   | –     | [ 140 ]      | [ 140 ]      | [ 140 ]      | [ 140 ]   | [ 140 ]   | [ 140 ]   | [ 140 ] | [ 140 ] | [ 140 ]  | 13.   |
| Chris Klug   | 38.84             | 13.          | 40.00           | 20.          | 1:18.84        | 16. Q        | [ 222 ] | [ 223 ] | Q     | [ 222 ]      | DNF          | Consol. 5-8  | +1.50     | +1.71     | Class 7-8 | [ 222 ] | [ 223 ] | Winner   | 7.    |

Snowcross
| Atleta           | Kwalifikacje | Kwalifikacje | Kwalifikacje | 1/8     | Ćwierćfinały | Półfinały | Finał   | Finał   |
| Atleta           | Czas 1       | Czas 2       | Miejsce      | Pozycja | Pozycja      | Pozycja   | Pozycja | Miejsce |
| ---------------- | ------------ | ------------ | ------------ | ------- | ------------ | --------- | ------- | ------- |
| Nick Baumgartner | 1:22.64      | 1:21.70      | 7. Q         | 4.      | [ 140 ]      | [ 140 ]   | [ 140 ] | 20.     |
| Nate Holland     | 1:21.78      | DSQ          | 8. Q         | 1. Q    | 2. Q         | 1. Q      | 4.      | 4.      |
| Graham Watanabe  | 1:22.25      | 1:20.15      | 2. Q         | 3.      | [ 140 ]      | [ 140 ]   | [ 140 ] | 18.     |
| Seth Wescott     | 1:25.69      | 1:22.87      | 17. Q        | 1. Q    | 1. Q         | 2. Q      | 1.      | złoto   |

#### Kobiety
- Gretchen Bleiler
- Callan Chythlook-Sifsof
- Michelle Gorgone
- Faye Gulini
- Kelly Clark
- Elena Hight
- Lindsey Jacobellis
- Hannah Teter

Halfpipe
| Atletka          | Kwalifikacje | Kwalifikacje | Kwalifikacje | Półfinał | Półfinał | Półfinał | Finał    | Finał    | Finał   |
| Atletka          | Zjazd 1.     | Zjazd 2.     | Miejsce      | Zjazd 1. | Zjazd 2. | Miejsce  | Zjazd 1. | Zjazd 2. | Miejsce |
| ---------------- | ------------ | ------------ | ------------ | -------- | -------- | -------- | -------- | -------- | ------- |
| Gretchen Bleiler | 36.6         | 40.2         | 5. Q         | [ 231 ]  | [ 231 ]  | [ 231 ]  | 11.0     | 14.7     | 11.     |
| Kelly Clark      | 45.4         | 13.6         | 2. Q         | [ 231 ]  | [ 231 ]  | [ 231 ]  | 25.6     | 42.2     | brąz    |
| Elena Hight      | 35.7         | 37.9         | 8. Q         | 37.1     | 10.8     | 4. Q     | 24.6     | 16.0     | 10.     |
| Hannah Teter     | 39.7         | 42.7         | 4. Q         | [ 231 ]  | [ 231 ]  | [ 231 ]  | 42.4     | 39.2     | srebro  |

Równoległy slalom gigant
| Atleta           | Kwalifikacje      | Kwalifikacje | Kwalifikacje    | Kwalifikacje | Kwalifikacje   | Kwalifikacje | 1/8    | 1/8    | 1/8   | Ćwierćfinały | Ćwierćfinały | Ćwierćfinały | Półfinały | Półfinały | Półfinały | Finał   | Finał   | Finał    | Wynik |
| Atleta           | Czas kwalifikacji | Miejsce      | Czas eliminacji | Miejsce      | Czas całkowity | Miejsce      | Czas 1 | Czas 2 | Awans | Czas 1       | Czas 2       | Awans        | Czas 1    | Czas 2    | Awans     | Czas 1  | Czas 2  | Rezultat | Wynik |
| ---------------- | ----------------- | ------------ | --------------- | ------------ | -------------- | ------------ | ------ | ------ | ----- | ------------ | ------------ | ------------ | --------- | --------- | --------- | ------- | ------- | -------- | ----- |
| Michelle Gorgone | 40.19             | 13.          | 44.44           | 26.          | 1:24.63        | 13. Q        | +0.39  | +0.21  | –     | [ 237 ]      | [ 237 ]      | [ 237 ]      | [ 237 ]   | [ 237 ]   | [ 237 ]   | [ 237 ] | [ 237 ] | [ 237 ]  | 14.   |

Snowcross
| Atleta                  | Kwalifikacje | Kwalifikacje | Kwalifikacje | Ćwierćfinały | Półfinały | Finał   | Finał   |
| Atleta                  | Czas 1       | Czas 2       | Miejsce      | Pozycja      | Pozycja   | Pozycja | Miejsce |
| ----------------------- | ------------ | ------------ | ------------ | ------------ | --------- | ------- | ------- |
| Lindsey Jacobellis      | 1:26.13      | 1:25.41      | 2. Q         | 1. Q         | 4. Q      | 1.      | 5.      |
| Callan Chythlook-Sifsof | 1:59.04      | DNF          | 21.          | [ 146 ]      | [ 146 ]   | [ 146 ] | 21.     |
| Faye Gulini             | 1:30.75      | 1:43.29      | 12. Q        | 3.           | [ 243 ]   | [ 243 ] | 13.     |